# Europeada
L'Europeada è una competizione calcistica europea, organizzata dalla FUEN e riservata a selezioni delle minoranze linguistiche europee.

## Storia
Creata nel 2008, fu organizzata per la prima volta nello stesso anno nel Distretto di Surselva in Svizzera e la prima squadra vincitrice fu la selezione dei germanofoni del Südtirol.
L'edizione successiva si svolse nel 2012 in Lusazia, in Germania e fu nuovamente vinta dalla selezione dei germanofoni del Sud Tirolo.
L'edizione del 2016 si svolse in Südtirol, in Italia.

## Edizioni
Torneo maschile
| Anno          | Ospitante             | Finale                   | Finale    | Finale           | Finale terzo e quarto posto | Finale terzo e quarto posto | Finale terzo e quarto posto |
| Anno          | Ospitante             | Vincitore                | Risultato | 2º posto         | 3º posto                    | Risultato                   | 4º posto                    |
| ------------- | --------------------- | ------------------------ | --------- | ---------------- | --------------------------- | --------------------------- | --------------------------- |
| 2008 Dettagli | Distretto di Surselva | Germanofoni del Südtirol | 1 - 0     | Croati di Serbia | Rom dall'Ungheria           | 9 - 0                       | Danese dalla Germania       |
| 2012 Dettagli | Lusazia               | Germanofoni del Südtirol | 3 - 1     | Rom di Ungheria  | Croati di Serbia            | 1 - 0                       | Carinzia slovena            |
| 2016 Dettagli | Südtirol              | Germanofoni del Südtirol | 2 - 1     | Occitania        | Carinzia slovena            | 2 - 0                       | Alta Ungheria               |
| 2022 Dettagli | Carinzia              | Germanofoni del Südtirol | 1 - 0     | Carinzia slovena | Sorbi                       | x - x                       | Alta Slesia                 |
| 2024 Dettagli | Schleswig             | Friuli                   | 2 - 0     | Occitania        | Carinzia slovena            | x - x                       | Danese dalla Germania       |

Torneo femminile
| Anno          | Ospitante | Finale                   | Finale           | Finale                   | Finale terzo e quarto posto | Finale terzo e quarto posto | Finale terzo e quarto posto |
| Anno          | Ospitante | Vincitore                | Risultato        | 2º posto                 | 3º posto                    | Risultato                   | 4º posto                    |
| ------------- | --------- | ------------------------ | ---------------- | ------------------------ | --------------------------- | --------------------------- | --------------------------- |
| 2016 Dettagli | Südtirol  | Germanofoni del Südtirol | 3 - 2            | Occitania                | Russi tedeschi              | 0 - 0 (tab: 3-2)            | Lingua ladina               |
| 2022 Dettagli | Carinzia  | Carinzia slovena         | 0 - 0 (tab: 4-2) | Germanofoni del Südtirol | Lingua ladina               | 3 - 0                       | Lia Rumantscha              |
| 2024 Dettagli | Schleswig | Germanofoni del Südtirol | 11 - 1           | Frisia Settentrionale    | Schleswig meridionale       | 2–2 (tab: 5–4)              | Carinzia slovena            |